# آمالیا آسور
آمالیا آسور (۸ ژوئن ۱۸۰۳–۱۸۸۹) اولین دندانپزشک زن در سوئد بود.
آمالیا آسور در استکهلم به عنوان دختر دندانپزشک یهودی جوئل آسور (۱۷۵۳–۱۸۳۷)، دندانپزشک خانواده سلطنتی، که از او به عنوان یکی از اولین دندانپزشکان تحصیل کرده در سوئد نام برده می‌شود، و استر موزس هیلبوت متولد شد. برادرش جیمز اسور نیز دندانپزشک شد. آمالیا آسور هرگز ازدواج نکرد و همچنان یک مامسل باقی ماند. او در رشته دندانپزشکی توسط پدرش آموزش دید و در اوایل به عنوان دستیار او فعال بود.
به عنوان یک دستیار دندانپزشک، موقعیت او غیررسمی بود و اسور در نهایت به دلیل فعالیت بدون مجوز به مقامات گزارش شد. در سال ۱۸۵۲، او از هیئت سلطنتی بهداشت (Kongl. Sundhetskollegiet) به‌طور مستقل به عنوان یک دندانپزشک تأیید شد. این اجازه یک استثنا بود، زیرا حرفه دندانپزشکی به‌طور رسمی برای زنان ممنوع بود، و بنابراین او یک استثنای خاص بود تا یک پیشگام برای زنان دیگر، زیرا این حرفه هنوز برای زنان ممنوع بود. او در استکهلم فعال بود.
در سال ۱۸۶۱، حرفه دندانپزشکی به‌طور رسمی برای زنان باز شد. اولین زنی که پس از باز شدن حرفه دندانپزشکی برای زنان، اجازه فعالیت به او داده شد روزالی فوگلبرگ بود.